# Энергетика Хакасии
Энергетика Республики Хакасия — сектор экономики региона, обеспечивающий производство, транспортировку и сбыт электрической и тепловой энергии. По состоянию на конец 2018 года, на территории Хакасии эксплуатировались электростанции общей мощностью 7155,7 МВт, в том числе 3 тепловые электростанции, две гидроэлектростанции (включая крупнейшую в России электростанцию — Саяно-Шушенскую ГЭС), а также одна солнечная электростанция. В 2018 году они произвели 29 789 млн кВт·ч электроэнергии.

## История
Первая электростанция в Абакане была построена в 1927 году на базе локомобиля мощностью 12 л. с., к 1930 году её мощность достигла 70 л. с.. В 1952 году была введена в эксплуатацию Сорская ТЭЦ, в 1963 году — ТЭЦ Абазинского рудоуправления (ныне ТЭЦ Абаза-Энерго). Эти небольшие электростанции строились для обеспечения электроэнергией и теплом конкретных промышленных предприятий.
История «большой» энергетики Хакасии ведётся с 1963 года — начала подготовительных работ по строительству Саяно-Шушенской ГЭС. Первый гидроагрегат крупнейшей в стране электростанции был введён в эксплуатацию в 1978 году, последний — в 1985 году, к 1988 году строительство станции было в основном завершено. В 1978 году было начато сооружение контррегулирующей Майнской ГЭС, гидроагрегаты которой были пущены в 1984—1985 годах.
В 1972 году было начато строительство Абаканской ТЭЦ, первый энергоблок станции был пущен в 1982 году, третий — в 1989 году, на чём первый этап строительства станции был завершен. В 2014 году был введён в эксплуатацию четвёртый энергоблок.
17 августа 2009 года на Саяно-Шушенской ГЭС произошла авария, в результате которой оборудование станции было выведено из строя. Восстановление и модернизация станции были в целом завершены в 2014 году, все гидроагрегаты ГЭС были заменены на новые. В 2015 году была введена в эксплуатацию первая солнечная электростанция в регионе — Абаканская СЭС.

## Генерация электроэнергии
По состоянию на конец 2018 года, на территории Хакасии эксплуатировались 3 тепловые электростанции (Абаканская ТЭЦ, Сорская ТЭЦ и ТЭЦ Абаза-Энерго) общей мощностью 429,5 МВт, две гидроэлектростанции (Саяно-Шушенская и Майнская ГЭС) общей мощностью 6721 МВт, а одна солнечная электростанция (Абаканская СЭС) мощностью 5,2 МВт. Особенностью энергосистемы Хакасии является резкое доминирование одной электростанции — Саяно-Шушенской ГЭС, на которую приходится 89 % мощности и 87 % выработки электроэнергии в регионе.

### Саяно-Шушенская ГЭС
Расположена на реке Енисее у пос. Черёмушки, крупнейшая электростанция Хакасии и России в целом. Гидроагрегаты станции введены в эксплуатацию в 1978—1985 годах. Установленная мощность станции — 6400 МВт, проектная среднегодовая выработка электроэнергии — 23 500 млн кВт·ч, фактическая выработка электроэнергии в 2018 году — 26 018 млн кВт·ч. В здании ГЭС установлены 10 гидроагрегатов мощностью по 640 МВт. Принадлежит ПАО «РусГидро».

### Майнская ГЭС
Расположена на реке Енисее в п. Майна, контррегулирующая гидроэлектростанция Саяно-Шушенской ГЭС, вместе с ней входит в единый гидроэнергетический комплекс. Гидроагрегаты станции введены в эксплуатацию в 1984—1985 годах. Установленная мощность станции — 321 МВт, проектная среднегодовая выработка электроэнергии — 1530 млн кВт·ч, фактическая выработка электроэнергии в 2018 году — 1425 млн кВт·ч. В здании ГЭС установлены 3 гидроагрегата мощностью по 107 МВт. Принадлежит ПАО «РусГидро».

### Абаканская ТЭЦ
Расположена в г. Абакане. Паротурбинная теплоэлектроцентраль, в качестве топлива использует бурый уголь. Основной источник теплоснабжения Абакана. Турбоагрегаты станции введены в эксплуатацию в 1982—2014 годах. Установленная электрическая мощность станции — 409 МВт, тепловая мощность — 700 Гкал/час. Фактическая выработка электроэнергии в 2018 году — 2304,4 млн кВт·ч. Оборудование станции включает в себя четыре турбоагрегата, все разной мощности: 63 МВт, 100 МВт, 110 МВт и 136 МВт. Также имеется 6 котлоагрегатов. Принадлежит АО «Енисейская ТГК (ТГК-13)».

### Сорская ТЭЦ
Расположена в г. Сорске. Паротурбинная теплоэлектроцентраль, в качестве топлива использует мазут и каменный уголь. Обеспечивает теплоснабжение Сорского горно-обогатительного комбината (блок-станция) и частично города Сорска. Фактически, является котельной — единственный турбоагрегат находится в аварийном ремонте с 2013 года. Турбоагрегат станции введен в эксплуатацию в 1996 году, при этом сама станция эксплуатируется как минимум с 1952 года, являясь, таким образом, старейшей ныне эксплуатируемой электростанцией Хакасии. Установленная электрическая мощность станции — 6 МВт, тепловая мощность — 179,4 Гкал/час. Оборудование станции включает в себя один турбоагрегат и шесть котлоагрегатов. Принадлежит ООО «Сорский ГОК».

### ТЭЦ Абаза-Энерго
Расположена в г. Абаза. Паротурбинная теплоэлектроцентраль, в качестве топлива использует каменный уголь. Обеспечивает теплоснабжение Абазинского рудника и города Абаза. Турбоагрегаты станции введены в эксплуатацию в 1963—2002 годах. Установленная электрическая мощность станции — 14,5 МВт, тепловая мощность — 180 Гкал/час. Фактическая выработка электроэнергии в 2018 году — 35,2 млн кВт·ч. Оборудование станции включает в себя три турбоагрегата — один мощностью 2,5 МВт и два мощностью по 6 МВт. Также имеется четыре котлоагрегата и три водогрейных котла. Принадлежит ООО «Абаза-Энерго».

### Абаканская СЭС
Расположена в г. Абакане, введена в эксплуатацию в 2015 году (одна из первых промышленных солнечных электростанций России). Установленная мощность станции — 5,2 МВт, фактическая выработка электроэнергии в 2018 году — 6 млн кВт·ч. Принадлежит ПАО «Красноярская ГЭС».

## Потребление электроэнергии
Потребление электроэнергии в Хакасии в 2018 году составило 16 830 млн кВт·ч, максимум нагрузки — 2209 МВт. Таким образом, Хакасия является энергоизбыточным регионом, избыток электроэнергии передаётся в энергосистему Сибири (Кемеровскую область, Туву и Красноярский край). В структуре потребления электроэнергии в регионе по состоянию на 2018 год лидирует промышленность (в первую очередь, производство алюминия) — 83,1 %, население — 3,7 %, транспорт и связь — 2,1 %. Крупнейшие потребители электроэнергии в регионе по состоянию на 2018 год — Саянский и Хакасский алюминиевые заводы ПАО «Русал» (суммарно 12 602 млн кВт·ч или 75 % общего энергопотребления региона), ОАО «РЖД» (291,3 млн кВт·ч), Сорский горно-обогатительный комбинат (224,8 млн кВт·ч). Функции гарантирующего поставщика электроэнергии выполняет Филиал ПАО «МРСК Сибири» — «Хакасэнерго».

## Электросетевой комплекс
Энергосистема Хакасии входит в ЕЭС России, являясь частью Объединённой энергосистемы Сибири, находится в операционной зоне филиала АО «СО ЕЭС» — «Региональное диспетчерское управление энергосистемы Республики Хакасия» (Хакасское РДУ). Энергосистема региона связана с энергосистемами Красноярского края по двум ВЛ 500 кВ, шести ВЛ 220 кВ и двум ВЛ 110 кВ, Кемеровской области по двум ВЛ 500 кВ и одной ВЛ 110 кВ, Тувы по одной ВЛ 220 кВ.
Общая протяженность линий электропередачи напряжением 110 кВ и выше по состоянию на 2018 год составляет в Хакасии 4532 км (по цепям), в том числе ВЛ 500 кВ — 1717 км, ВЛ 220 кВ — 1743 км, ВЛ 110 кВ — 1072 км. Большинство электрических сетей эксплуатируется компаниями, входящими в группу «Россети».

## Теплоснабжение
Теплоснабжение в Хакасии обеспечивают 3 крупные ТЭЦ (в первую очередь, Абаканская ТЭЦ) общей тепловой мощностью 1059 Гкал/ч, а также 132 муниципальные и ведомственные котельные. Отпуск тепловой энергии в 2018 году от ТЭЦ составил 2154 тыс. Гкал, что составляет 43 % от общего отпуска теплоэнергии (остальной объём приходится на котельные). Общая протяжённость тепловых сетей региона (в двухтрубном исчислении) составляет 551,2 км.